# Wolf Wertheimer
Simon Wolf Wertheimer (* um 1681 in Wien; † 12. Januar 1765 in München) war ein jüdischer Hoffaktor am bayerischen Hof, zuerst des Kurfürsten Maximilian II. Emanuel in München.

## Leben
Sein Vater war der bedeutende Wiener Hoffaktor Samson Wertheimer, seine Ehefrau stammte aus der Familie Oppenheimer. Damit waren zwei große Bankhäuser verbunden. Sie hatten mehrere Söhne, Isaak (geb. in Fürth, verheiratet mit Simelie Gomperz aus der Klever Faktorenfamilie), Abraham Simon und Samuel Wolf, die die Geschäfte fortsetzten.
Im Jahr 1709 übernahm er, zuerst als Assistent, die Geldgeschäfte des Vaters in Wien. Zur kostspieligen Vermählung des Kurprinzen Karl Albrecht 1722 benötigte der bayerische Hof Geld, das er sich bei jüdischen Hoffaktoren lieh. Daneben forderte das Heer ständig neue Gelder. Der 1723 zum Hofjuwelier ernannte Wolf Wertheimer ließ sich in München nieder, zog wenige andere Juden nach und schuf so eine kleine Gemeinde. 1725 gab es deswegen einen antijüdischen Aufruhr unter den Schülern des Jesuitengymnasiums. Mit dem Machtantritt des Kurfürsten Karl Albrecht 1726 erwies sich die Schuldenlast als unlösbares Problem, die Tilgung kam vollends ins Stocken. Wolf Wertheimer wurde beruhigend zum kaiserlichen Oberhoffaktor ernannt, musste sich aber vollständig auf die Schuldeneintreibung konzentrieren, ohne die väterliche Firma weiterführen zu können. 1733 erreichte er immerhin die Freistellung vom Leibzoll, 1750 erweiterte Aufenthaltsrechte in ganz Bayern. Er engagierte sich für die 1744/45 von Maria Theresia vertriebenen böhmischen Juden. Den Wohnsitz verlegte er teilweise nach Augsburg oder wechselte hin und her. Seine Münchner Wohnung wurde zum Treffpunkt für den Gottesdienst.
Doch trotz kaiserlicher Unterstützung, um das Kreditgeschäft nicht insgesamt zu schädigen, zeigte sich der Kurfürst weiter zahlungsunfähig mit Hinweis auf die Verwüstungen und Einnahmeverluste in den dauernden Kriegen. Als er selbst 1742 Kaiser geworden war, ließ er Wolf Wertheimer kurzerhand des Landesverrats anklagen, weil er im Österreichischen Erbfolgekrieg mit dem Feind Österreich paktiert habe. Das brachte nur einen Aufschub; der 1745 nachfolgende Kurfürst Maximilian III. Joseph musste nach langen Verhandlungen schließlich 1754 die Schuld in Höhe von ca. 3,7 Mio. Gulden anerkennen, ohne sie jedoch zu begleichen. Nach Wolfs Tod 1765 wurde die Rückzahlung 1784 ganz eingestellt.
Sein von Augsburg aus 1744 bis 1748 geführter Briefwechsel ist in Prag aufgefunden worden. Er bietet zahlreiche Quellen zur jüdischen Geschichte, besonders zur Vertreibung der böhmischen Juden.

## Einzelbelege
1. ↑  Richard Bauer, Michael Brenner: Jüdisches München: vom Mittelalter bis zur Gegenwart. C.H.Beck, 2006, ISBN 978-3-406-54979-3 (google.de [abgerufen am 22. März 2020]).
2. ↑  Selma Stern, Marina Sassenberg: Der Hofjude im Zeitalter des Absolutismus: ein Beitrag zur europäischen Geschichte im 17. und 18. Jahrhundert. Mohr Siebeck, 2001, ISBN 978-3-16-147662-4 (google.de [abgerufen am 22. März 2020]).
3. ↑  Jahrbücher der Gesellschaft für Geschichte der Juden in der Čechoslovakischen Republik 1929 bis 1936. IV. Jahrgang, 1932. Textor Verlag, ISBN 978-3-938402-03-0 (google.de [abgerufen am 22. März 2020]).

| Personendaten    | Personendaten          |
| ---------------- | ---------------------- |
| NAME             | Wertheimer, Wolf       |
| ALTERNATIVNAMEN  | Wertheimer, Simon Wolf |
| KURZBESCHREIBUNG | bayerischer Hoffaktor  |
| GEBURTSDATUM     | um 1681                |
| GEBURTSORT       | Wien                   |
| STERBEDATUM      | 12. Januar 1765        |
| STERBEORT        | München                |